# کیدکشا

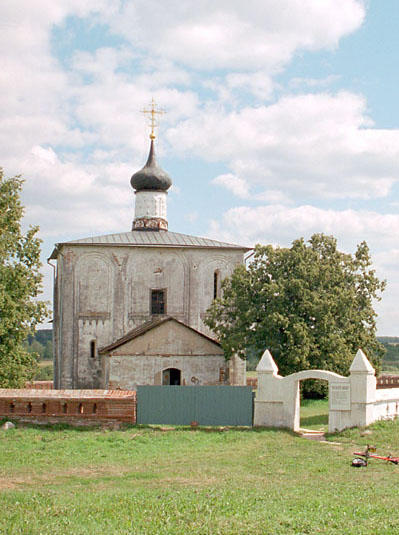
کلیسای بوریس و گلب در کیدکشا

کیدکشا (به روسی: Кидекша) یک دهکده (سلو) در سکونتگاه روستایی سلتسکویه، ناحیه سوزدالسکی در استان ولادیمیر روسیه است که در محل تلاقی رودخانه‌های کامنکا و نرل، ۴ کیلومتر (۲٫۵ مایل) شرق سوزدال واقع شده است. نام این دهکده از keaδkē (سنگ) و śäčä (سیل) گرفته شده و از این رو «رود سنگی» معنا می‌دهد.
یوری دولگوروکی این آبادی را پیش از ساخت کلیسای بوریس و گلب در سال ۱۱۵۲ میلادی، بنا نهاد.
کیدکشا قبلاً یک شهر بود، اما پس از این که در حمله مغول به روس‌ها ویران شد، به روستایی کوچک تبدیل شد.
کیدکشا بخشی از حلقه طلایی روسیه است و از سال ۱۹۹۲، یکی از سایت‌های میراث جهانی روسیه به‌شمار می‌رود (به یادبودهای سفید ولادیمیر و سوزدال مراجعه کنید).